# Jean Louis Marie André Soucadaux
Jean Louis Maurice André Soucadaux, né le 23 septembre 1904 à Auch et mort à Paris 7e le 8 février 2001, est un administrateur colonial français.

## Biographie
Secrétaire général de l'AEF à partir de 1944, il fut appelé pour assumer l’intérim de la fonction de gouverneur général de cette fédération.
Il fut nommé le dernier haut commissaire de la République française à Madagascar et occupa cette fonction d'octobre 1953 (initialement en tant que gouverneur) au 1er mai 1959 ; il fut ensuite le premier haut représentant et ambassadeur de France auprès de la République malgache dans le cadre de la Communauté française jusqu'en 1961.
Membre correspondant de l'Académie des sciences d'outre-mer, il est l'auteur de la préface de Madagascarades et autres mémoires d'outre-mer, publié aux Éditions Walter Rauschenbusch en 1989.